# San Bruno (BART)
San Bruno is een metrostation van het BART netwerk in de Amerikaanse plaats San Bruno (Californië). Het station is onderdeel van de in 2003 geopende verlenging ten zuiden van Colma en wordt bediend door de Pittsburg/Bay Point-SFO/Millbrae Line en de Richmond-Millbrae Line.